# Фалькон-Хайтс (город, Миннесота)
Фалькон-Хайтс (англ. Falcon Heights) — город в округе Рамси, штат Миннесота, США. На площади 5,8 км² (5,8 км² — суша, водоёмов нет), согласно переписи 2002 года, проживают 5572 человека. 
- Телефонный код города — 651
- Почтовый индекс — 55108, 55113
- FIPS-код города — 27-20420[1]
- GNIS-идентификатор — 0643548[2]

В городе проводится ежегодная (и одна из крупнейших в США) Ярмарка штата — Minnesota State Fair.